# Fusil (outil)
Pour les articles homonymes, voir Fusil.

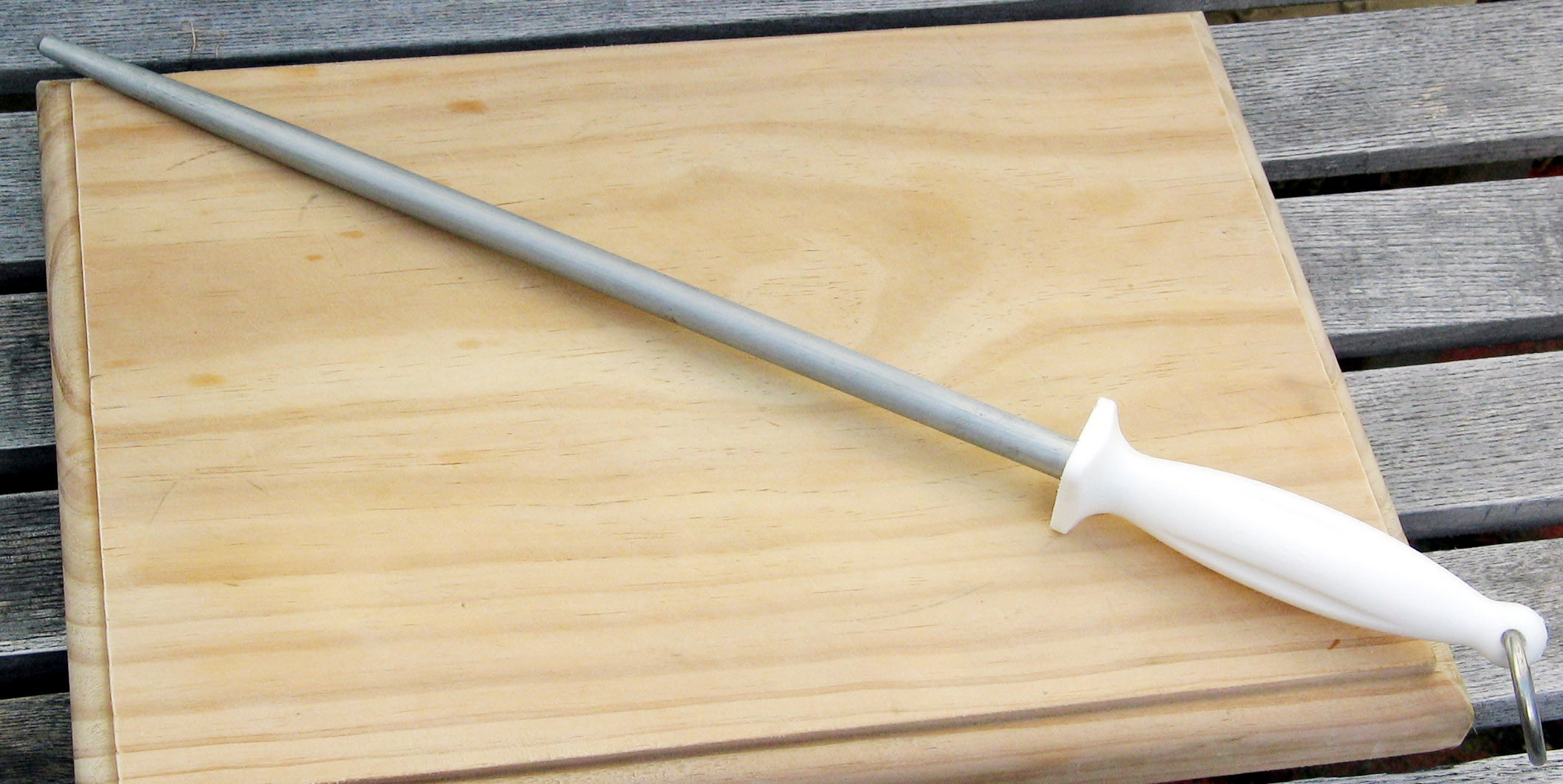

Un fusil est un outil qui sert à redresser la lame des couteaux.

## Étymologie
L'étymon du terme est le même que celui de l'arme à feu du même nom, il s'agit de focilis, latin populaire signifiant précisément "à feu" (de focus, "feu"). Focilis petra était la pierre à feu, le silex. Foisil, Fuisil en est venu à désigner la pièce d'acier sur laquelle on frottait le silex, d'où par synecdoque, d'une part le fusil à aiguiser et d'autre part l'arme utilisant (à ses débuts) une pièce semblable pour produire une étincelle.

## Composition
Le fusil à aiguiser est composé d'une tige appelée mèche, prolongée par un manche ; elle est traditionnellement en acier strié, mais depuis peu en céramique ou en diamant,. Le cœur de la mèche est en métal, quelle que soit la couche supérieure, pour lui donner de la solidité. La dureté de la mèche se situe en moyenne autour de 65 HRC, afin de garantir un minimum d'abrasivité, en particulier pour l'affilage des couteaux très solides.
La couche supérieure de la mèche peut être en diamant, revêtement ultra-dur avec un niveau d'abrasivité assez élevé pour retailler le fil des couteaux, soit en céramique également très dure mais moins abrasif que le diamant pour apporter un travail de finition et un tranchant rasoir au couteau, soit généralement en acier chromé, très dur, à grain standard, fin ou extra-fin. La pointe de la mèche peut être aimantée afin de retenir les fines particules de métal produites lors du frottement du fil sur la mèche. Les tiges peuvent être striées, ce qui permet de retravailler le taillant avant de reformer le fil, ou lisses pour agir uniquement sur le fil.
La forme de la mèche est le plus généralement ronde, mais peut aussi être ovale, plate ou carrée.
Pour atteindre le résultat voulu, un fusil choisi doit avoir :
- une dureté superficielle qui doit être supérieure à celle du fil d’un couteau : elle est apportée par la propriété fondamentale du chrome dur déposé par électrolyse sur la mèche du fusil, sa grande dureté est de l'ordre de 900 à 1 000 Vickers, ce qui équivaut à environ 70 Rockwell C ou 800 Brinell ;
- un coefficient de frottement (glissement) qui doit être faible, il est dépendant de l’indice de rugosité, de la nature des matériaux mis en frottement et de la géométrie de surface ;
- une géométrie de surface adéquate obtenue par différents types de taillant et de finitions suivant le résultat attendu ;
- un indice de Taber (résistance à l’abrasion) proche de 2.

En outre, il doit avoir la capacité de retenir les particules de métal par l'aimantation donnée à la particule arrachée ; être non incrustant : les particules de métal et autres corps étrangers ne doivent pas « graisser » par incrustation la surface de la mèche ; être résistant à la corrosion : la résistance à la corrosion du dépôt électrolytique du chrome dépend d'une part de la résistance à la corrosion du chrome métal et, d'autre part, des caractéristiques du même dépôt : épaisseur, structure, etc.
Des fusils en céramique de grain assez fin permettent un excellent entretien courant du fil. Le résultat obtenu étant plus fin, il est souvent plus durable qu'avec un fusil en acier. Il convient particulièrement aux couteaux modernes, équipés de lames en acier fritté (métallurgie des poudres) dont la dureté Rockwell est élevée (au-delà de 60). Lorsqu'ils sont chargés en particules d'acier, un nettoyage simple à la poudre à récurer leur redonne leur pleine efficacité.

## Fonction

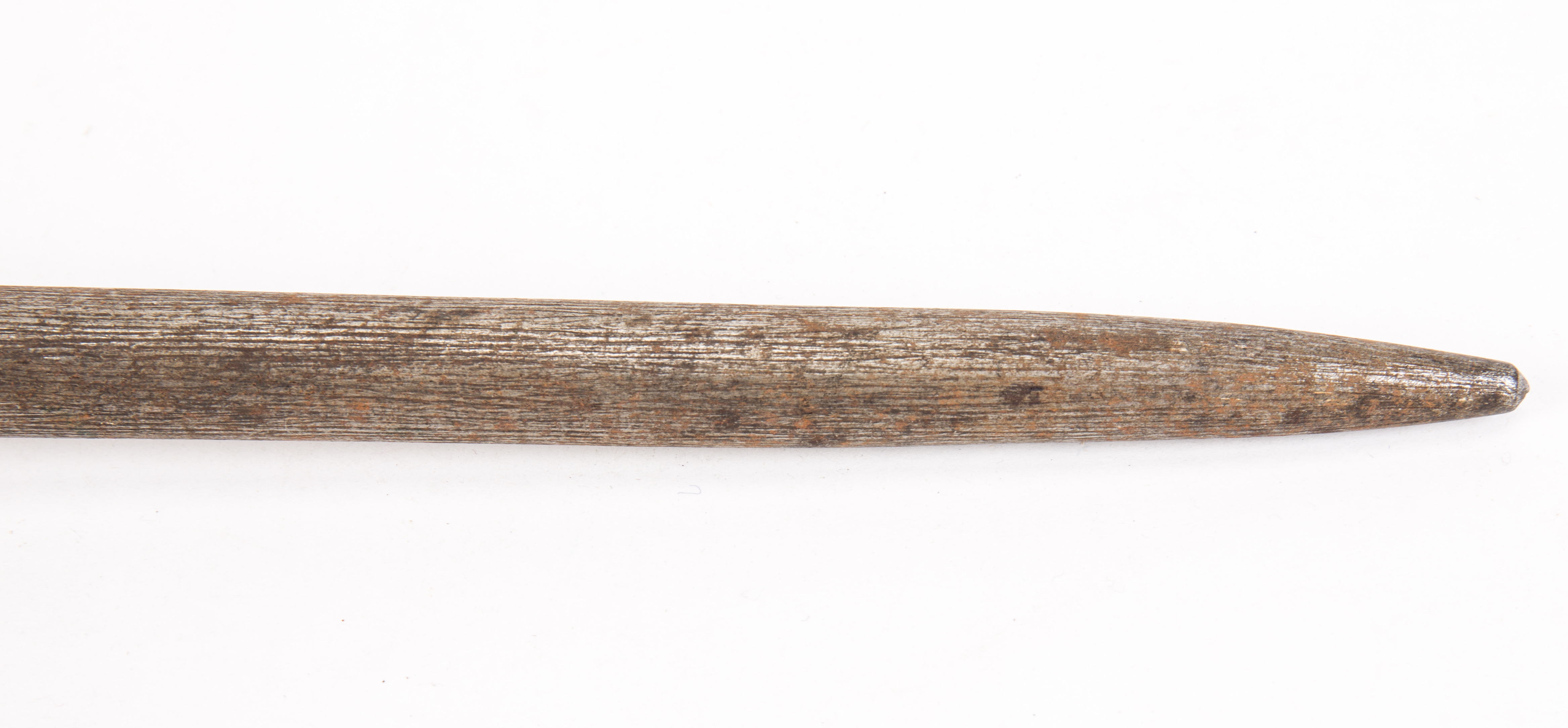
Pointe d'une mèche en acier strié. Elle est faite avec un obus allemand de la Première Guerre mondiale.

Les fonctions d’un fusil sont différentes suivant son « taillage ».
Le taillage standard permet d’aiguiser le taillant d’un couteau ; le taillage fin permet un aiguisage doux du couteau ; le taillage extra-fin permet d’« affiler » le taillant d’un couteau ; le fusil chromé est totalement lisse.
Le fusil en acier réaligne le fil du couteau dans l'axe du tranchant de la lame. Il permet de garder le plus longtemps possible le fil et l'angle donné par l'affûtage pour garder une bonne qualité de coupe, mais ne les crée pas.
Lorsque le couteau est trop émoussé, un affûtage doit alors être réalisé avec une pierre à aiguiser, un aiguiseur, ou un fusil d'une matière plus dure que la lame du couteau, comme le diamant ou la céramique, afin d'aiguiser vraiment le couteau. Pour la finition, quelques passages au fusil peuvent compléter le travail.
Les variétés de fusils correspondent à leurs utilisations, qui sont :

### L'aiguisage
L'aiguisage au fusil, c'est le fait de recréer du fil, puisqu'il s'est usé à la suite des tranchages dans la matière. On utilise de préférence un taillage fin ou standard, parce qu'il faut enlever, et déplacer du métal. Attention, les fusils céramiques et diamants sont utilisés uniquement pour l'aiguisage. Le fait d'arracher et de déplacer des particules de métal demande de mettre de la pression, entre 250 g et plusieurs kilogrammes suivant l'état d'usure de la lame (plus ou moins proche du futur affûtage). Il y a plusieurs façons de réaliser les aiguisages au fusil. L'aiguisage doit être suivi d'un affilage pour rendre le fil rectiligne, qui détermine le pouvoir de coupe.

### L'affilage
L'affilage, c'est le fait de remettre le fil droit, rectiligne, pour qu'il coupe parfaitement. Le fil s'est tordu avec la pression dans la matière (os, nerf, fibre, plans de travail). On utilise de préférence un fusil extra fin, de préférence ovalaire (plat). Les fusils de diamant ou de céramique enlèvent trop de métal et sont réservés aux aiguisages. Les frottements du taillant du couteau finissent par avoir une très grande légèreté (des effleurements) 

### Le brunissage
Le brunissage, réalisé avec un fusil chromé, rend le taillant plus lisse, plus dur, plus glissant dans la matière. C'est une finition de l'affilage. Il rentre les particules de métal partiellement déplacées par l'affilage. Quand il est pratiqué, il est systématique à la suite de l'affilage.

## Méthode
Pratiquement, le couteau progresse « en tranchant » sur la mèche.